# Дзулухі
Дзулухі (груз. ძულუხი) — село в Грузії.
За даними перепису населення 2014 року в селі проживає 418 осіб.